# Critiche alla Apple
Durante gli anni, molte sono state le critiche alla Apple, la multinazionale americana che vende elettronica di consumo: essa è stata accusata dai detrattori di riutilizzare design rubati e/o acquistati, spacciandoli per originali. Tali critiche includono accuse di pratiche commerciali non etiche come comportamento anticoncorrenziale, contenzioso avventato, tattiche fiscali dubbie, uso di manodopera sfruttata, garanzie ingannevoli, insufficiente sicurezza dei dati e degrado ambientale. Inoltre, Apple è stata criticata per la sua presunta collaborazione con il programma di sorveglianza statunitense PRISM.
Più in generale, le varie accuse mosse contro Apple includono:
- Comportamento anticoncorrenziale
- Restrizioni software su iOS, iPadOS, watchOS e tvOS
- Politica aziendale disonesta
- Rifiuti elettronici e degrado ambientale
- Condizioni di lavoro inadeguate
- Lavoro minorile
- Collaborazione con programmi governativi di sorveglianza e censura
- Obsolescenza programmata[7]

## Accuse di comportamento anticoncorrenziale

### Blocco da fornitore
Apple è stata criticata per l'uso di componenti e viti proprietarie sui suoi ultimi modelli di MacBook e iPhone. In particolare, a metà 2012, Apple lanciò sul mercato una variante di MacBook Pro con display Retina che vantava di un design più sottile e leggero. Questo nuovo design è stato aspramente criticato perché prevedeva una serie di compromessi: ad esempio, la RAM è saldata alla scheda madre, la batteria allo chassis uni-body in alluminio e lo schermo LED al vetro anteriore. Infine, l'interfaccia SATA è stata sostituita da quella proprietaria: l'unità a stato solido PCI-E. Tali pratiche sono state ampiamente criticate poiché viste come un modo di tenere i consumatori alla larga dall'hardware che hanno acquistato, negando loro la possibilità di effettuare riparazioni fai-da-te. iFixit, un sito web di elettronica fai-da-te, ha definito il MacBook Pro Retina 2012 come "il notebook meno riparabile sul mercato".
Apple è stata al centro di controversie simili riguardanti il suo negozio online di brani musicali, iTunes -- anch'esso un ecosistema chiuso; Pertanto, a Steve Jobs è stato ordinato di presentarsi a un'udienza in tribunale aperta per accusa di violazione della legislazione antimonopolistica, in particolare per quanto riguarda iPod e iTunes. Apple non ha concesso in licenza il suo FairPlay DRM né il suo codec in formato lossless Apple Lossless (ALAC), precedentemente proprietario, a nessun'altra società, impedendo così che qualsiasi contenuto (che fosse o acquistato su iTunes Store, o codificato in Apple Lossless nell'programma desktop iTunes, o acquistato da rivenditori diversi da iTunes) potesse essere fruito su dispositivi di altri produttori. Benché a partire da aprile 2009 tutta la musica su iTunes Store sia priva di DRM, ciò non vale per nessun contenuto (musica compresa) scaricato da Apple Music. Il codec Apple Lossless (ALAC) è stato sottoposto a una procedura di reverse engineering, al termine della quale sono stati rilasciati un codificatore e un decodificatore indipendenti. Nel 2011, Apple ha reso disponibile il codice sorgente ALAC originale con licenza Apache.

### iTunes
Apple è stata al centro di polemiche riguardanti la vendita online di musica nell'Unione Europea: qui, grazie al mercato unico, i clienti sono liberi di acquistare beni e servizi da qualsiasi stato membro. Tuttavia, iTunes ha costretto i consumatori e gli altri acquirenti di musica a utilizzare solo siti affiliati ad iTunes limitando gli acquisti al Paese di provenienza dei dettagli di pagamento: ciò a sua volta ha costretto gli utenti a pagare prezzi più alti in alcuni Paesi. Il 3 dicembre 2004, l'Ufficio britannico per il commercio equo e solidale ha deferito iTunes Music Store alla Commissione Europea per violazione della legislazione UE sul libero scambio. Apple ha commentato di non ritenere di aver violato il diritto dell'UE, ma piuttosto di essere limitata dai vincoli legali sui diritti concessi loro dalle etichette musicali e dai editori. Secondo, PC World, "l'obiettivo principale della Commissione non è Apple, ma le compagnie musicali e le agenzie per i diritti musicali, che lavorano su base nazionale e danno ad Apple pochissima scelta se non quella di vendere su scala nazionale".

### Polemica su Google Voice
Apple è stata criticata per aver tentato di impedire agli utenti iPhone di utilizzare l'applicazione Google Voice disabilitandola sui suoi smartphone. La compagnia si rifiutò di approvare l'utilizzo di tale app spiegando come quest'ultima avrebbe alterato una funzionalità prevista dagli iPhone. Nello specifico, installando l'app il servizio di segreteria telefonica viene preso in carico da quest'ultima, e non più dall'applicazione nativa iPhone Visual Voicemail: secondo Apple, si tratta di un danno all'esperienza utente. Il fatto scatenò polemiche tra sviluppatori e utenti iPhone, e la Commissione federale per le comunicazioni degli Stati Uniti iniziò a indagare sulla contromisura presa da Apple: quest'ultima decise infatti di impedire agli utenti di installare Google Voice dall'App Store, ossia dall'unica fonte ufficiale di app per iPhone. A partire da novembre 2010, però, Google Voice è stato reso disponibile per iPhone.

### Impossibilità di usare Adobe Flash su iOS
Con il rilascio dell'iOS 4.0 SDK, Apple ha modificato i suoi termini di servizio per vietare l'utilizzo su iPhone di programmi originariamente scritti in linguaggi di programmazione non approvati da Apple. Le forti critiche mosse a questa pratica sono motivate dal fatto che questa non consentiva l'uso di Adobe Animate (ex Adobe Flash Professional) e altri ambienti di sviluppo integrati per la creazione di app per iPhone. Il New York Times ha raccolto la testimonianza di un dipendente Adobe su tale politica anticoncorrenziale. Il 3 maggio 2010, Ars Technica e il New York Post riferirono che la Federal Trade Commission (FTC) degli Stati Uniti e il Dipartimento di Giustizia degli Stati Uniti (DOJ) stavano mettendosi all'opera per determinare quale agenzia avrebbe dovuto avviare un'indagine sulla questione.
La controversia sulle modifiche apportate da Apple alla sezione 3.3.1 dell'accordo di licenza dell'SDK di iPhone scoppiò dopo che, l'8 aprile 2010, John Gruber pubblicò un post sul blog Daring Fireball intitolato "New iPhone Developer Agreement Bans the Use of Adobe Flash-to-iPhone" ("Il nuovo accordo per sviluppatori iPhone proibiesce l'uso di Adobe Flash su iPhone"). Il dissenso nei confronti di queste modifiche alle licenze di Apple si diffuse rapidamente tra i blogger e molti altri utenti. Altri ancora fecero presto notare come il linguaggio di programmazione utilizzato nell'accordo vietasse anche altri strumenti di sviluppo tra cui MonoTouch, Lua, Unity e altri.
La versione originale del comma 3.3.1 di iPhone OS 3 recita:
3.3.1 Le applicazioni possono utilizzare le API pubblicate solo nel modo prescritto da Apple e non possono utilizzare o richiamare API private o non pubblicate.
La versione revisionata, invece, stabilisce quanto segue:
3.3.1 – Le applicazioni possono utilizzare API documentate solo nel modo prescritto da Apple e non possono utilizzare o chiamare API private. Le applicazioni devono essere state scritte originariamente in Objective-C, C, C++ o JavaScript, quando eseguite dal WebKit engine di iPhone OS. Solamente linee di codice scritte in C, C++ e Objective-C possono compilare e collegarsi direttamente alle API documentate (ad es. sono vietate le applicazioni che si collegano alle API documentate tramite un livello o uno strumento di traduzione o compatibilità intermedio).
La reazione di Steve Jobs alla questione è documentata dal suo post "Thoughts on Flash"; il proprietario dell'azienda, tuttavia, non menzionò nessuno strumento di sviluppo di terze parti a parte Flash. Il suo post suscitò immediatamente aspre critiche e accuse di aver mentito spudoratamente.

### Collusione con etichette discografiche
A maggio 2015, il Dipartimento di Giustizia degli Stati Uniti e la Federal Trade Commission aprirono un'indagine su Apple che, assieme alle più importanti etichette discografiche, era (a quanto pare) coinvolta in un cartello che disincentivava l'offerta di streaming musicale gratuito con inserzioni (detto "freemium"), affinché gli utenti fossero più propensi ad abbonarsi poi al servizio Beats Music: questa piattaforma era stata lanciata e poi chiusa da Apple e, nell'ottica del progetto, avrebbe dovuto ricevere nuova vita. In particolare, sembrerebbe che la compagnia abbia spinto le etichette discografiche a togliere la propria musica freemium da Spotify, un rivale di Apple che ha intaccato gravemente i suoi ricavi dalla vendita di musica. Apple si offrì inoltre di pagare a Universal Music Group l'equivalente della commissioni pagate da YouTube all'etichetta per le licenze musicali a patto che quest'ultima ritirasse i suoi contenuti dalla piattaforma di proprietà di Google.

### Commissioni di pagamento sull'App Store
Le applicazioni iOS disponibili sull'App Store che richiedono pagamenti per delle funzionalità o per un abbonamento devono utilizzare il sistema di pagamento iTunes di Apple, il che garantisce all'azienda una quota pari a 30% su tutte le transazioni. Le critiche verso questa pratica sono motivate dal fatto che la quantità di denaro ritenuta dall'azienda per ogni transazione è irragionevolmente grande se confrontata con il tipico 1-5% richiesto dalle società proprietarie di carte di credito o con il'1-10% di alcuni negozi online.

#### Spotify
A luglio 2015, il servizio di streaming musicale Spotify inviò un'e-mail ai suoi abbonati iOS, esortandoli ad annullare gli abbonamenti fatti attraverso l'App Store, attendere la scadenza e quindi re-iscriversi all'abbonamento tramite il sito Web di Spotify, aggirando la commissione di transazione del 30% sull'App Store e rendendo il servizio più economico. Circa un anno dopo, Recode riferì che il consigliere generale di Spotify Horacio Gutierrez aveva inviato una lettera all'allora consigliere generale di Apple Bruce Sewell, affermando che la società stava "causando gravi danni a Spotify e ai suoi clienti" perché non voleva approvare un aggiornamento per l'app di Spotify. Apple motivò la sua scelta citando le "regole del modello commerciale", per cui se voleva continuare ad "acquisire nuovi clienti e vendere abbonamenti", Spotify avrebbe dovuto impiegare il sistema di pagamento iTunes. Gutierrez criticò aspramente tale serie di eventi, e commentò nel modo seguente: "quest'ultimo episodio solleva serie preoccupazioni riguardo alle leggi sulla concorrenza sia negli Stati Uniti che dell'UE. ... Si tratta dell'ennesima occasione in cui Apple adotta un preoccupante modello di comportamento per escludere e diminuire la competitività di Spotify su iOS come rivale di Apple Music, in particolare se si considera la precedente condotta anticoncorrenziale di Apple nei confronti di Spotify". Gutierrez definì inoltre il processo di approvazione dell'App Store come "un'arma per danneggiare i concorrenti". In una risposta riportata da BuzzFeed News, Bruce Sewell ha affermato che "Troviamo preoccupante la richiesta di esenzioni a delle regole che applichiamo a tutti gli sviluppatori e il pubblico ricorso a voci e mezze verità sul nostro servizio", aggiungendo che "le nostre linee guida si applicano allo stesso modo a tutti gli sviluppatori di app, siano essi sviluppatori di giochi, venditori di e-book, servizi di streaming video o distributori di musica digitale; e questo indipendentemente dal fatto che competano o meno con Apple". Sewell inoltre affermò che l'azienda "non ha cambiato il suo comportamento né le sue regole" quando introdusse il proprio servizio di streaming Apple Music e che non ci fosse "nulla di anticoncorrenziale nella condotta di Apple". Secondo Zach Epstein di BGR, la rabbia di Spotify sarebbe stata motivata dal fatto che "non è un'organizzazione senza scopo di lucro" e non aveva carta bianca sulla sua app basata sul servizio di un'altra società; ha concluso osservando che "A quanto pare, Apple non dovrebbe essere ricompensata per aver dato accesso a Spotify a decine di milioni di potenziali abbonati".
Ad agosto 2016, Spotify iniziò a "punire" gli artisti che offrivano esclusive ad Apple Music presentando i loro contenuti in modo meno evidente sul suo servizio e offrendo meno opportunità promozionali. A maggio 2017, il Financial Times riferì che Spotify, così come diverse altre società, aveva presentato una lettera all'Unione Europea, sostenendo che "alcuni" sistemi operativi, app store e motori di ricerca avevano abusato della loro "posizione privilegiata" per passare dall'essere "gateway" ("portale") a "gatekeeper" ("guardiano", cioè "barriera"). Pochi giorni dopo, Reuters riferì che l'Unione Europea stava preparando nuove leggi intese a gestire i conflitti tra grandi società e piccole imprese, in particolare riguardo alle "pratiche commerciali sleali". In un'altra lettera del dicembre 2017, Apple venne nuovamente accusata di "abusare regolarmente" della sua posizione; fu dunque richiesto alle autorità di intervenire per "garantire il cosiddetto fair play".